# Conférence Olivaint de Belgique
Pour les articles homonymes, voir Conférence Olivaint et Olivaint.
L'association royale Conférence Olivaint de Belgique (association sans but lucratif) (COB) est une association d'étudiants de débat et de réflexion apolitique, laïc, pluraliste, indépendante à but non lucratif, fondée en 1954. Elle a pour but de familiariser ses membres à la chose publique et à la prise de responsabilités dans un esprit de bilinguisme, de pluralité d'idées et de pluridisciplinarité.
La Conférence est placée sous la direction d'un conseil d'administration qui supervise les réalisations et le travail des étudiants. Les étudiants élisent eux-mêmes chaque année leur président ainsi que le Bureau des Étudiants.
La Conférence Olivaint de Belgique est ouverte à tout étudiant néerlandophone ou francophone ayant réussi deux années d’études supérieures, disposant d’une bonne connaissance du français et du néerlandais, et adhérant aux valeurs de pluralisme et d’excellence véhiculées par la Conférence. Les règles de la Conférence limitent le nombre de membres à 50 par année scolaire. Les candidats doivent soumettre une demande écrite et subir une entrevue par le conseil d'administration de la Conférence.

## Histoire
La Conférence Olivaint de Belgique a été fondée sur le modèle de la Conférence Olivaint (de France). La Conférence Olivaint en France est la plus ancienne association étudiante de France, fondée à l'automne 1874 par Pierre Olivaint. En juillet 1954, quelques étudiants belges font la connaissance de la Conférence Olivaint de Paris. C'est rempli d'enthousiasme que les étudiants rentrent en Belgique, où ils se rendent bien vite compte du caractère unique de l'expérience qu'ils viennent de vivre et discutent de la possibilité de créer un mouvement similaire en Belgique. Cet appel à l'action est reçu de manière positive et mène à la création de la Conférence Olivaint de Belgique le 7 novembre 1954[source insuffisante].
En juillet 1954, une poignée de rhétoriciens belges séjournent brièvement à Paris pour participer aux travaux de la « Conférence Olivaint de Paris ». Cette première prise de contact est suivie d’un séminaire de quinze jours à Port-Cros où, sous l’égide de hauts fonctionnaires du Quai d’Orsay, les jeunes des deux pays s’adonnent ensemble à des travaux écrits, des joutes oratoires, ou autres tables de discussion.

### L’essor de la Conférence Olivaint de Belgique
Le départ n’est pas fulgurant. Des défections se produisent même très rapidement. Certains, en effet, n’avaient adhéré que du bout des lèvres et ils s’aperçoivent très tôt que la vie politique, une fois dépouillée des charmes de l’île de Port-Cros, n’exerce sur eux plus aucun attrait… Reste un noyau de « mordus », épaulés vigoureusement par les « conseillers techniques » de la première heure (E.Debra – juriste; F.Behets-Wydemans – économiste), qui entament avec assiduité l’étude de problèmes d’actualité : la planification, les questions sociales, le marxisme…
Au début, la jeune institution rassemble essentiellement des Bruxellois qui décidèrent cependant de désigner le groupe du nom de Conférence Olivaint de Belgique, leurs visées étant alors ambitieuses. Une organisation interne démocratique est mise en place : un Bureau élu par les membres eux-mêmes, soutenu par les conseillers techniques.
En juillet 1955, un premier élargissement a lieu : deux étudiants venus des Facultés de Namur reviennent d’une session franco-israélienne tenue à Port-Cros. Ils s’intègrent au groupe et y entraînent des amis : un sang nouveau est ainsi apporté. Un troisième conseiller technique, P. van Ypersele de Strihou, juriste et économiste, prend également fonction au sein de la Conférence.
Au cours des années ultérieures, les travaux de la C.O.B. s’organisent de plus en plus rigoureusement: aux exercices de parole publique, désormais critiqués par un spécialiste, s’ajoutent des essais de journalisme écrit, corrigés par un quatrième conseiller (J.Naveau, docteur en droit et journaliste). Plusieurs « ateliers » ou équipes de travail sont constitués par les membres venant d’une même université. Les travaux réalisés dans ce cadre sont soumis en réunion plénière à l’appréciation d’experts, et donnent ensuite lieu à un débat.
En 1957, les déjeuners-causeries sont introduits, au cours desquels des questions d’actualité sont abordées par des personnalités du monde économique, politique, social…  S’ensuit un vivant dialogue entre l’orateur invité et son auditoire.
Autre nouveauté apparue en octobre 1957 : la revue Contact, destinée à tenir tous les membres au courant des activitésde la Conférence et à proposer à tous le contenu des essais de journalisme écrit. Divers colloques sont également organisés au cours desquels des personnalités de tendances diverses proposent aux membres des opinions divergentes sur des problèmes d’actualités.
C’est aussi en 1957 que la C.O.B. pénètre en Flandre: dès le début de l’année académique 1957-58, un atelier est mis sur pied par des étudiants de l’Université de Gand.
En 1958 a lieu le premier « tournoi d’éloquence » ; les thèmes, d’abord relatifs au pays où devait se tenir la session d’étude annuelle, furent ensuite choisis parmi des problèmes de politique intérieure.
C’est aussi qu’en 1958 que les sessions d’étude propres à la C.O.B. commencent, selon une formule d’organisation toujours d’actualité. La C.O.B. visite Israël en 1958, après avoir participé aux sessions 1956 et 1957 organisées par la Conférence Olivaint de Paris.
En 1971, la C.O.B. se structure et décide de revêtir la forme d’une A.S.B.L.

### La Conférence sans son fondateur
Lorsque le père Haumont, le fondateur de la Conférence, décède en 1981, la C.O.B. se retrouve confrontée à plusieurs difficultés : la perte d’une personnalité centrale, l’absence d’un secrétariat efficace, le maintien d’un réseau d’anciens de plus en plus complexe, la continuité des activités…
Un conseil d’administration composé d’anciens membres est alors mis sur pied pour relever ces défis. Grâce principalement à l’engagement énergique de son président, Jean-Jacques Masquelin, la C.O.B. se stabilise et poursuivra ses activités jusqu’aujourd’hui.
Le 30 septembre 2004, le titre d’Association Royale est conféré à la C.O.B.
Depuis 2005, la C.O.B. entreprend de moderniser ses structures et son projet afin de continuer à répondre à sa vocation première : former des étudiants à l’exercice de responsabilités professionnelles futures témoignant d’un engagement au service public. Dans le contexte politique belge actuel, la C.O.B. apparaît également comme un lieu de rencontre unique entre jeunes des différentes communautés du pays.

## Activités
Tous les quinze jours pendant l'année académique, les étudiants se réunissent à la Fondation Universitaire (Bruxelles). Ces réunions bimensuelles, centrées sur des exercises de parole publique, permettent aux étudiants de se familiariser avec les techniques d'éloquence . Ces exercices oratoires se font en présence d'un correcteur, afin d'améliorer les aptitudes des étudiants. À la fin de chaque réunion une personnalité du monde politique, économique, social ou culturel rencontre les étudiants. Ceux-ci ont la possibilité de débattre d'un sujet particulier avec un interventant de premier ordre. Outre les réunions thématiques, les membres écrivent aussi des articles de presse sur des sujets de société pour le journal de la conférence Contact. Une fois par an, la conférence organise un concours d'éloquence. Cette conférence est parrainée par le Fonds InBev-Baillet Latour. Celui-ci se fait en présence des anciens membres dans un cadre de qualité ouvert au public. Un jury indépendant évalue les performances des étudiants. Le concours est doté d'un prix. La C.O.B. se rend aussi régulièrement à l'instar de sa consœur française à des compétitions internationales d'éloquence notamment au Liban ou au Canada. 
Enfin, la session d’étude annuelle de la Conférence Olivaint est le point d’orgue de chaque année académique. Le but de cette session est de permettre aux membres-étudiants d’analyser en détail un pays ou une problématique particulière (ex. « la Russie » en 2007 et la « gouvernance mondiale » en 2008) par le biais de rencontres et de visites à l’étranger. La session a traditionnellement lieu sous le haut patronage des Affaires étrangères de Belgique.

## Anciens membres notables
- Monsieur Jacques van Ypersele de Strihou[15], Chef de cabinet du roi des Belges (1983 – 2013), Ministre d'État
- Chevalier François-Xavier de Donnea, ancien bourgmestre de Bruxelles, Ministre d'État
- Madame Hélène De Beir, collaboratrice de Médecins Sans Frontières
- Baron Francis Delpérée, sénateur et professeur émérite à l’Université catholique de Louvain
- Chevalier Raynier van Outryve d'Ydewalle[15], dirigeant et administrateur de sociétés
- Monsieur Philippe Haspeslagh, doyen Vlerick Business School
- Madame Alexia Bertrand, administrateur Ackermans & van Haaren et politicien pour MR
- Monsieur Jean-Luc Dehaene[16], ancien Premier ministre de Belgique, membre du parlement européen
- Monsieur Henri Tulkens[15], professeur Université catholique de Louvain
- Monsieur Jean-Pierre de Buck van Overstraeten, administrateur Banque Degroof
- Baron Marc Bossuyt, président émérite de la Cour constitutionnelle
- Monsieur Jean Blavier, journaliste à L'Écho
- Baron Philippe de Buck, directeur BusinessEurope
- Monsieur Bernard Lietaer[17], un économiste et universitaire belge.
- Monsieur David Manuel Méndez Yépez, ancien président de la FEF.
- Monsieur Jean-Jacques Masquelin[18], avocat.
- Christian Laporte, journaliste
- Philippe Lambrecht, administrateur-secrétaire général FEB
- John-Eric Bertrand, CEO Ackermans & van Haaren